# Robinson R44
Robinson R44是由羅賓遜直升機公司自1992年開始生產的一種4座輕型直升機。基於公司的兩座型Robinson R22。R44安有液壓協助飛行控制。R44首飛於1990年3月31日，於1992年12月接受了FAA適航證，並於1993年2月首次交付使用。

## 設計與開發
R44是一架單引擎直升機，它使用一個半硬式雙葉片主旋翼、一個雙葉片尾旋翼和橇型起落架。它有著封閉式機艙、兩排肩並肩的座椅，可以乘坐1名駕駛員和3名乘客。R44的尾旋翼的旋轉方向與R22相比有所修正以改善偏航控制能力。在R44上前進葉片位於底部。
在1980年代，由Frank Robinson與他的工程師團隊開始設計，R44於1990年3月31日首飛。R44 Astro於1992年12月獲得FAA的 Type Certificate ，並於1993年1月首次交付使用。2000年1月，Robinson公司推出了Raven ，它帶有液壓輔助控制和可調節方向舵踏板。2002年7月，Robinson公司推出了Raven II，它安裝有更強勁的fuel-injected引擎以及更寬的葉片，允許更高的總重量並提升了高度表現。
1997年，一架 Robinson R44由Jennifer Murray駕駛，進行了世界首次女子直升機環球飛行 ，在97天中，飛行距離達到36,000英里。智利總統Sebastián Piñera擁有一架R44，並在幾次公開露面時使用它。從2002年起比利時 Prince Philippe駕駛一架紅色R44 做為個人休閒活動，它使用獨特的的註冊號 "OO-PFB"，這代表"Prins Filip België".英國歌手Jay Kay也擁有一架 R44 (註冊號為G-JKAY)，在MTV歌曲White Knuckle Ride中，他駕駛這架直升機。

## 使用者

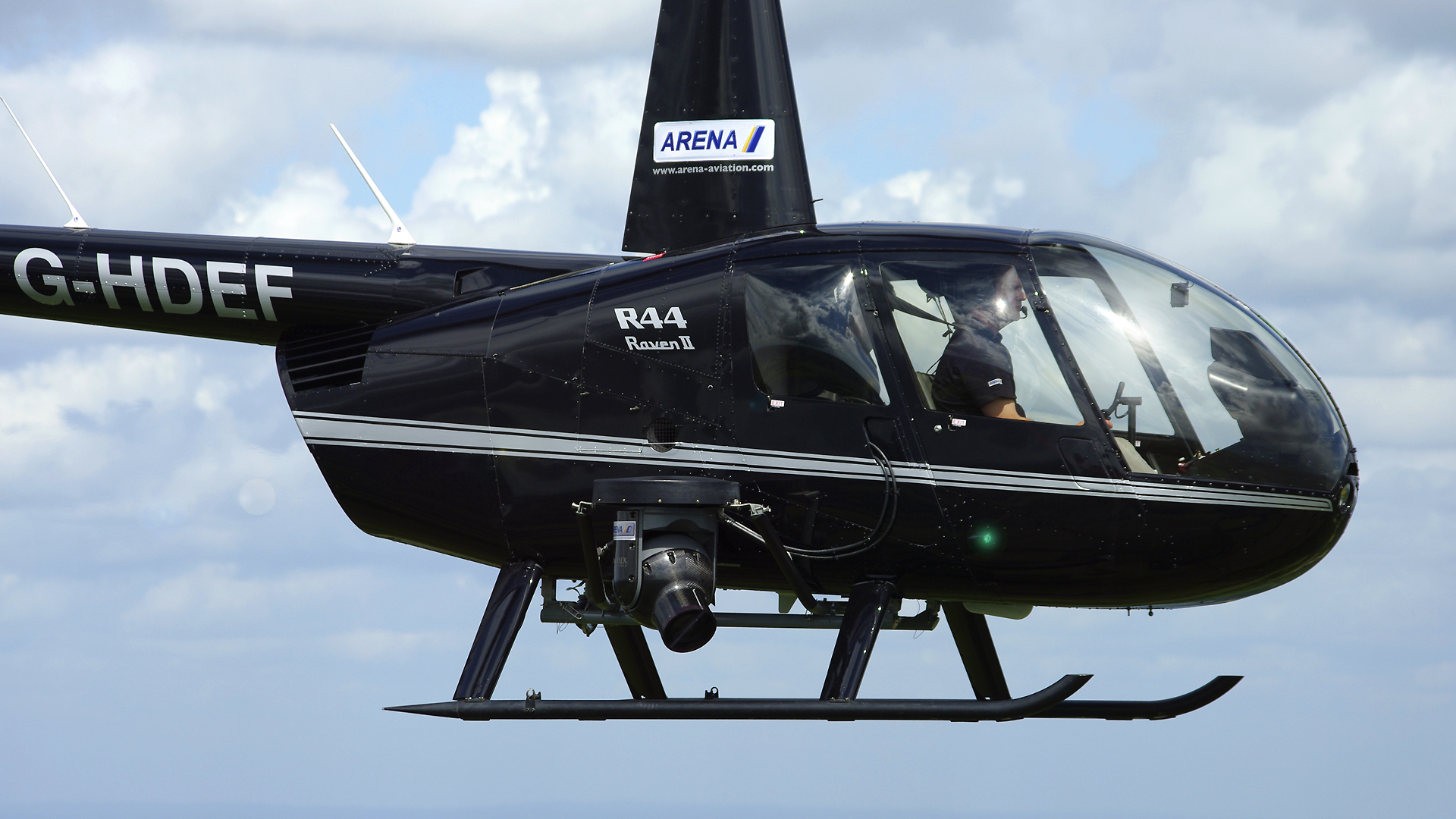
An Arena Aviation R44 Raven II with a Cineflex V14 high definition camera system

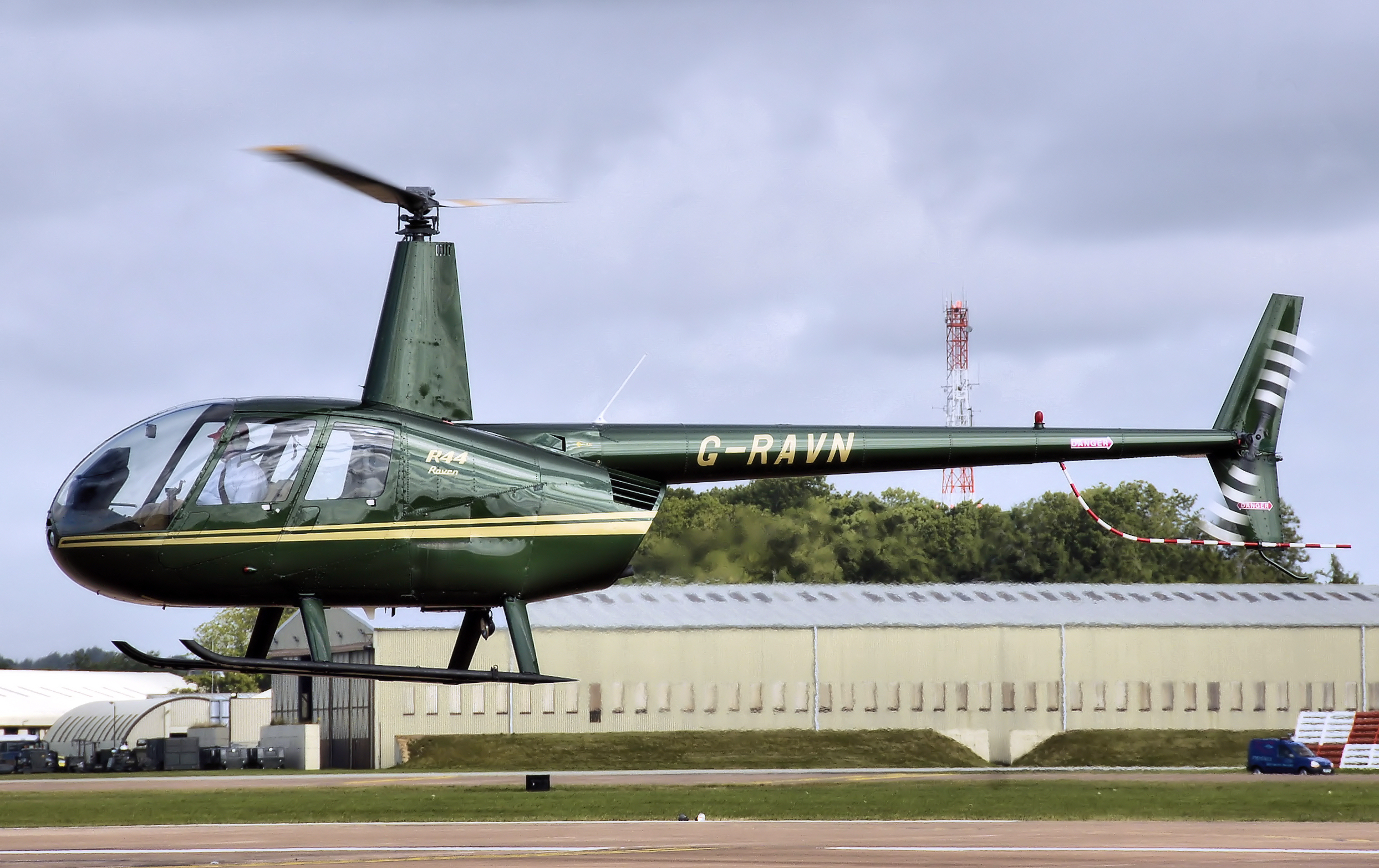
R44 Raven at RIAT 2008

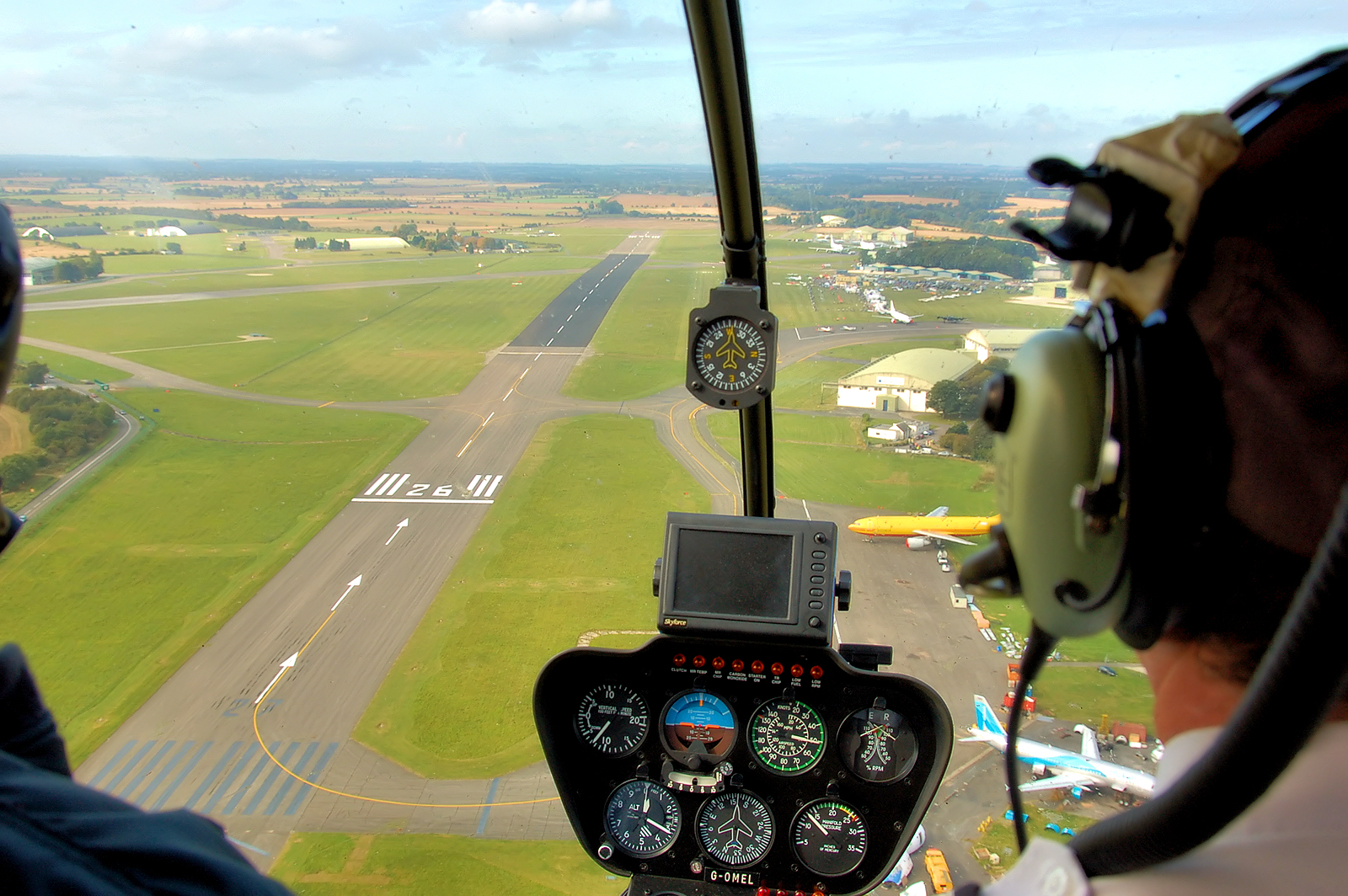
View from an R44 Astro at Cotswold Airport, England, showing part of the instrument panel (2009)

### 民用航空使用者
該機型由許多私人、公司、飛行俱樂部使用

### 警察使用者
菲律賓
- Philippine National Police[2]

 南非
- South African Police Service Air Wing

### 軍事使用者
玻利维亚
- Bolivian Air Force (Colegio Militar de Aviacion,Grupo Aereo de Entrenamiento "22")

- Dominican Republic Army

 爱沙尼亚
- Estonian Air Force

 匈牙利
- Hungarian Air Force (用於直升飛機駕駛員訓練)

 黎巴嫩
- Lebanese Air Force使用4架R44 Raven II

## 事故及意外
一個愛好者數據庫顯示自1993年7月到2010年6月，在R44發生的296次意外中，共有89起致命事故。
- B-KTK直升機墜毀事故
- 2023年陕西白鹿原直升机坠落事故
- 2024年前智利总统塞巴斯蒂安·皮涅拉坠机死亡事故
- 2025年苏州诚翼通用航空直升机坠毁事故

## 技術參數(R44 Raven II)
参考资料：Robinson R44 Raven II Pilot's Operating Handbook and FAA approved rotorcraft flight manual, dated June 13, 2005.
基本信息
- 机组：1至2名飛行員
- 容量：4名，包括飛行員燃油: 100 low lead (100LL) fuel or 100/130.
- 主油箱容量: 31.6 US gallons (120 liters)
- 主油箱可使用燃油: 30.6 US gallons (116 liters)
- 輔助油箱容量: 18.5 US gallons (70 liters)
- 輔助油箱可使用燃油: 18.3 US gallons (69 liters)

性能

- 高度限制 14,000英尺（4,300米） 密度高度或者9,000英尺（2,700米） above ground level，使其能夠在發生火災的情況下在5分鐘內到達地面。

## 外部連結
- Robinson Helicopter Company website（页面存档备份，存于）
- Robinson Helicopters Owners Group（页面存档备份，存于）
- Robinson R44 Raven I Performance, Specification and Photos
- Robinson R44 Raven II Performance, Specification and Photos
- R44 Raven I owner's review（页面存档备份，存于）
- European Aviation Safety Agency - Type Certificate Data Sheet - R44 and R44 II